# John Weld-Forester (2e baron Forester)
John George Weld Weld-Forester, 2e baron Forester (9 août 1801 - 10 octobre 1874), est un homme politique conservateur britannique. Il est capitaine de l'honorable Corps des Gentlemen-at-Arms sous Robert Peel de 1841 à 1846.

## Jeunesse
Né à Sackville Street, à Londres il est le fils aîné de Cecil Weld-Forester (1er baron Forester), et de Katherine Mary Manners, fille de Charles Manners (4e duc de Rutland). Le prince de Galles, plus tard roi George IV, un ami de son père, est le parrain.

## Carrière politique
Il est élu à la Chambre des communes pour Wenlock en 1826, poste qu'il occupe jusqu'en 1828, lorsqu'il succède à son père en tant que second baron Forester et entre à la Chambre des lords. En 1841, il est nommé capitaine de l'honorable Corps des hommes d'armes dans l'administration conservatrice de Robert Peel où il reste jusqu'à la chute du gouvernement en 1846. Il est admis au Conseil privé en 1841.

## Relations avec Disraeli
C'est un ami de Benjamin Disraeli. Par l'intermédiaire de la mère de Lord Forester, un autre ami de Disraeli, John Manners (plus tard duc de Rutland), figure du mouvement Young England, est son cousin issu de germain.
Lord Forester assure la nomination de Disraeli en tant que candidat parlementaire conservateur à Shrewsbury pour les élections générales de 1841. Disraeli est ensuite réélu comme député, malgré une opposition acharnée lors des élections, et conserve son siège jusqu'aux élections générales de 1847, où il est élu pour le Buckinghamshire.
Plus tard, Disraeli, alors veuf, a une correspondance simultanée avec deux des sœurs de Forester, Selina, alors comtesse de Bradford et Anne Elizabeth, comtesse de Chesterfield. Une collection de plus de 1 100 lettres qu'il a écrites à la première entre 1875 et son décès en 1881, alors qu'il était presque tout le temps premier ministre, sont conservées à Weston Park, dans le Staffordshire.

## Autres Intérêts
Lord Forester sert dans la cavalerie et est promu de lieutenant à capitaine en mai 1826 et, jusqu'en 1852, commande une troupe à Wellington, dans le Shropshire. Il prend part avec sa troupe à la répression des émeutes " chartistes " dans le Montgomeryshire en 1839.
Grand chasseur de renards, Lord Forester est maître de Fox Hounds of the Belvoir Hunt dans le Leicestershire, dont la famille du duc de Rutland est également membre, de 1830 à 1858, et a la réputation d'introduire des athlètes de compétition dans le Shropshire grâce à son parrainage, dans les Jeux Olympiques de Wenlock où il présente normalement les coupes pour les matchs.

## Vie privée
Lord Forester épouse le 10 juin 1856, à St John's, Paddington, Londres, une Allemande, Alexandrine Julie Theresa Wilhelmina Sophie, comtesse de Maltzan, fille de Joachim Carl Ludwig, comte de Maltzan de Prusse et veuve de Frederick Lamb (3e vicomte Melbourne), dont elle est séparée dans les dernières années de la vie de Melbourne. Après la mort de Lord Forester, il est déclaré que le couple avait un fils décédé dans l'enfance, bien que cela n'apparaisse pas dans les ouvrages de référence sur la pairie.
Lord Forester meurt sans enfants à Willey Hall en octobre 1874, à l'âge de 73 ans, et est enterré à l'église paroissiale de Willey. Sa veuve est décédée en 1894. Son frère cadet, George, qui est aussi un homme politique conservateur, lui succède à la baronnie.